# Cédric Berrest
Cédric Berrest, francoski veslač, * 2. april 1985, Toulouse.
Berrest je na Poletnih olimpijskih igrah 2008 v Pekingu za Francijo nastopil kot veslač dvojnega četverca, ki je tam osvojil bronasto medaljo. Pred tem je na Olimpijskih igrah nastopil že leta 2004 v Atenah. Prav tako je nastopil na Poletnih olimpijskih igrah 2012 v Londonu.
Leta 2007 je na Svetovnem prvenstvu v Münchnu v dvojnem četvercu osvojil srebrno medaljo.